# فرودگاه کاونتری
فرودگاه کاونتری (به انگلیسی: Coventry Airport) یک فرودگاه همگانی حمل و نقل با کد یاتا CVT است که یک باند فرود آسفالت دارد و طول باند آن ۲۰۰۸ متر است. این فرودگاه در شهر کاونتری کشور انگلستان قرار دارد و در ارتفاع ۸۱ متری از سطح دریا واقع شده‌است.

## نگارخانه

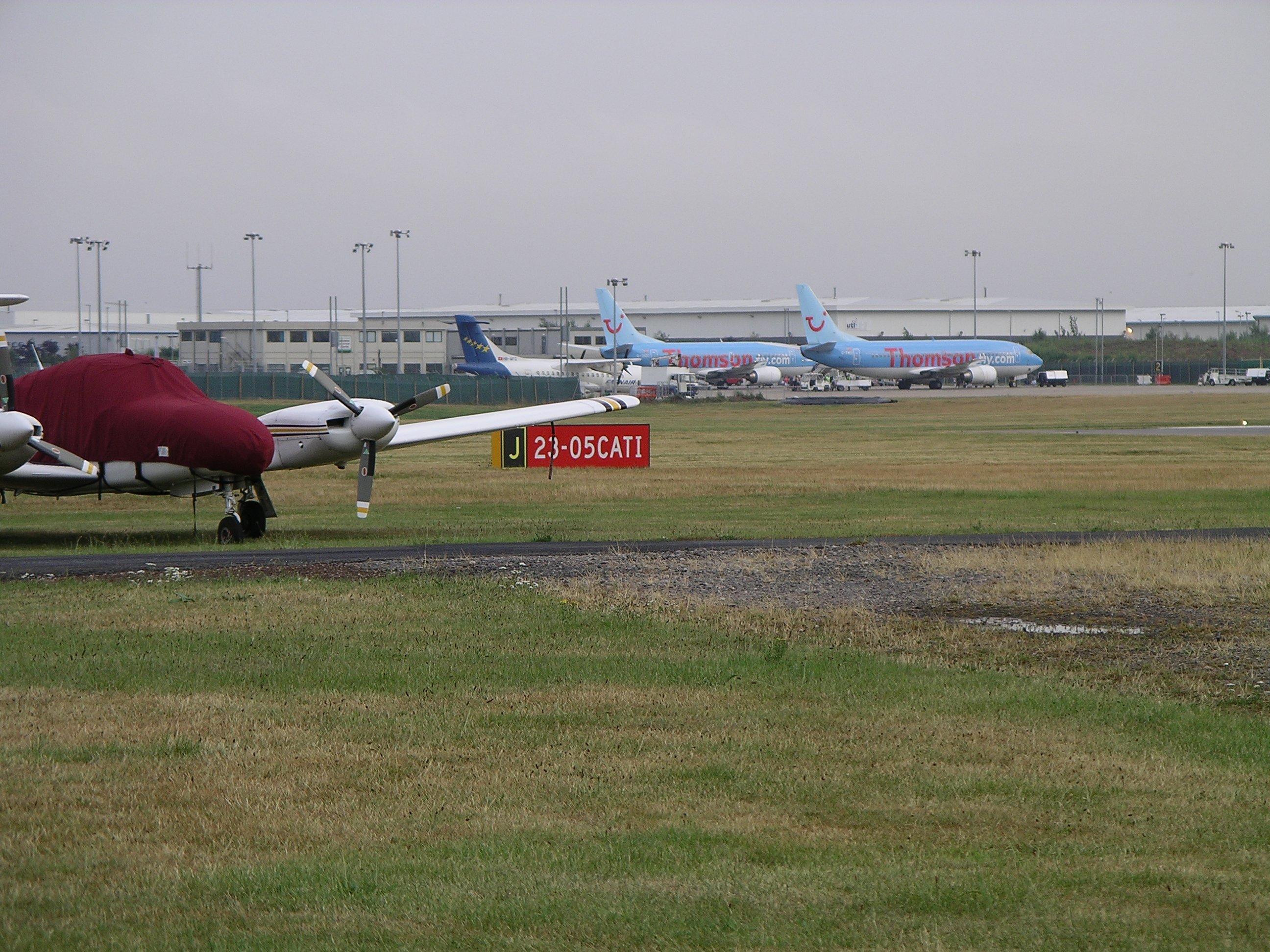
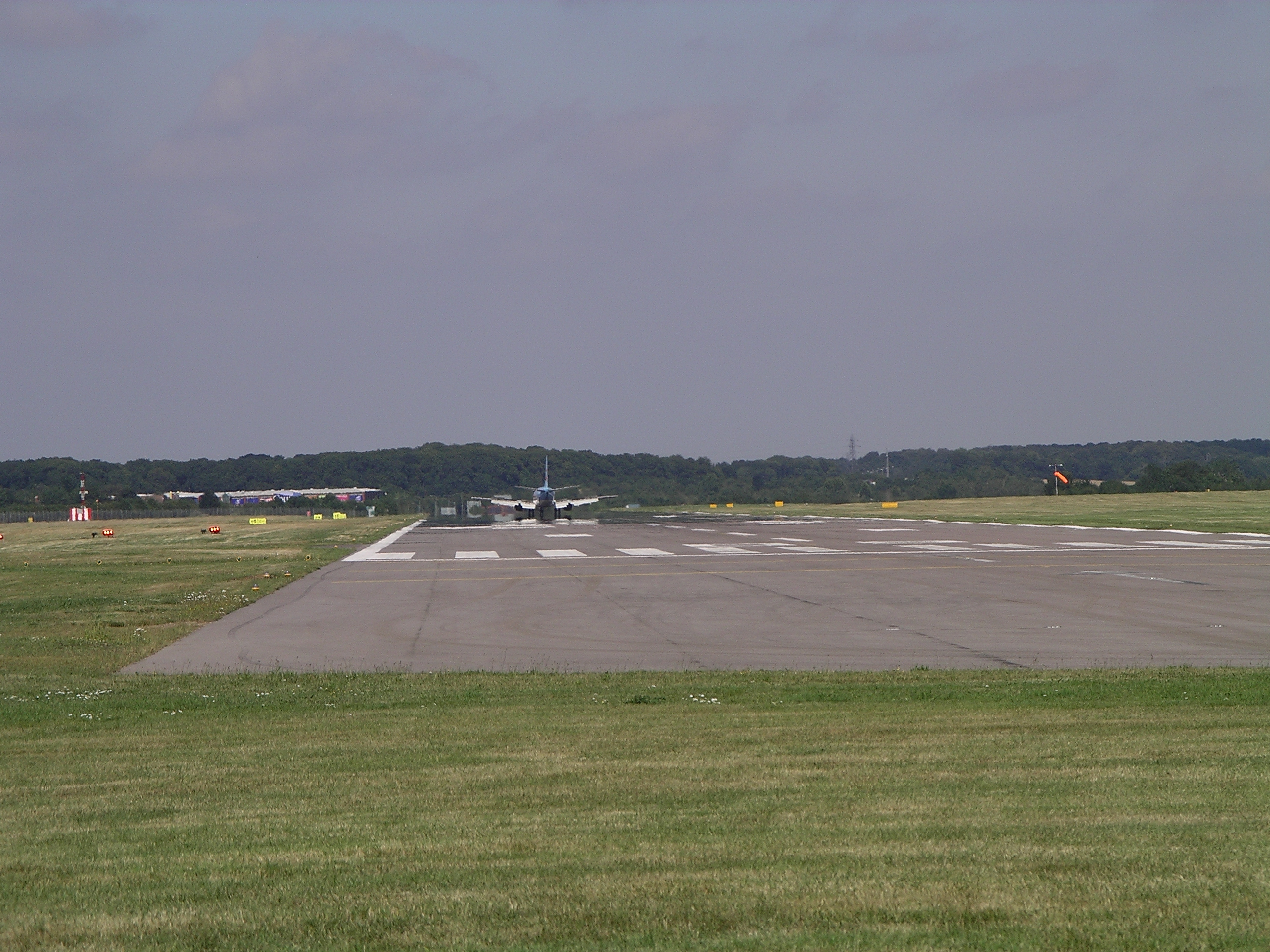
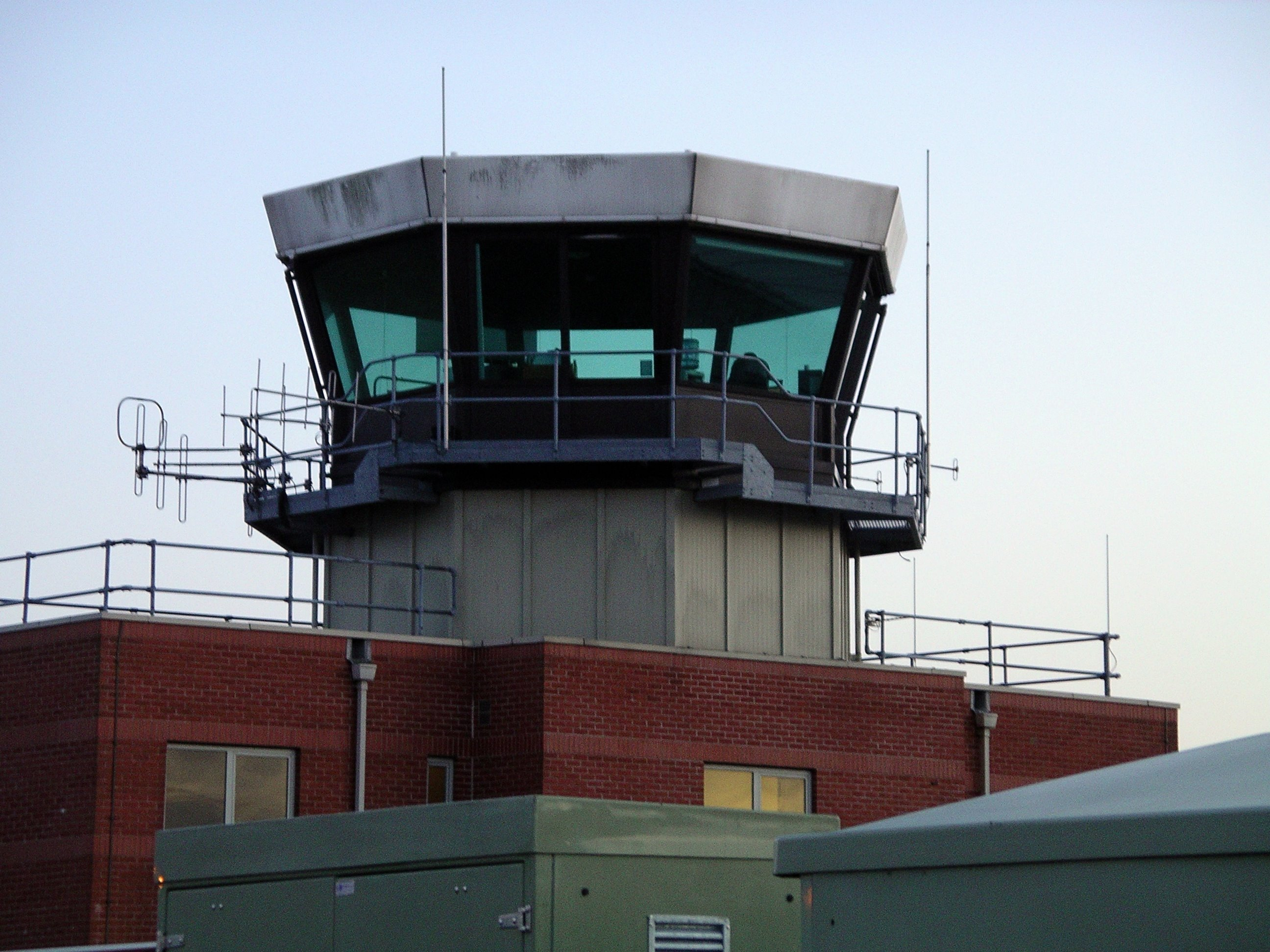
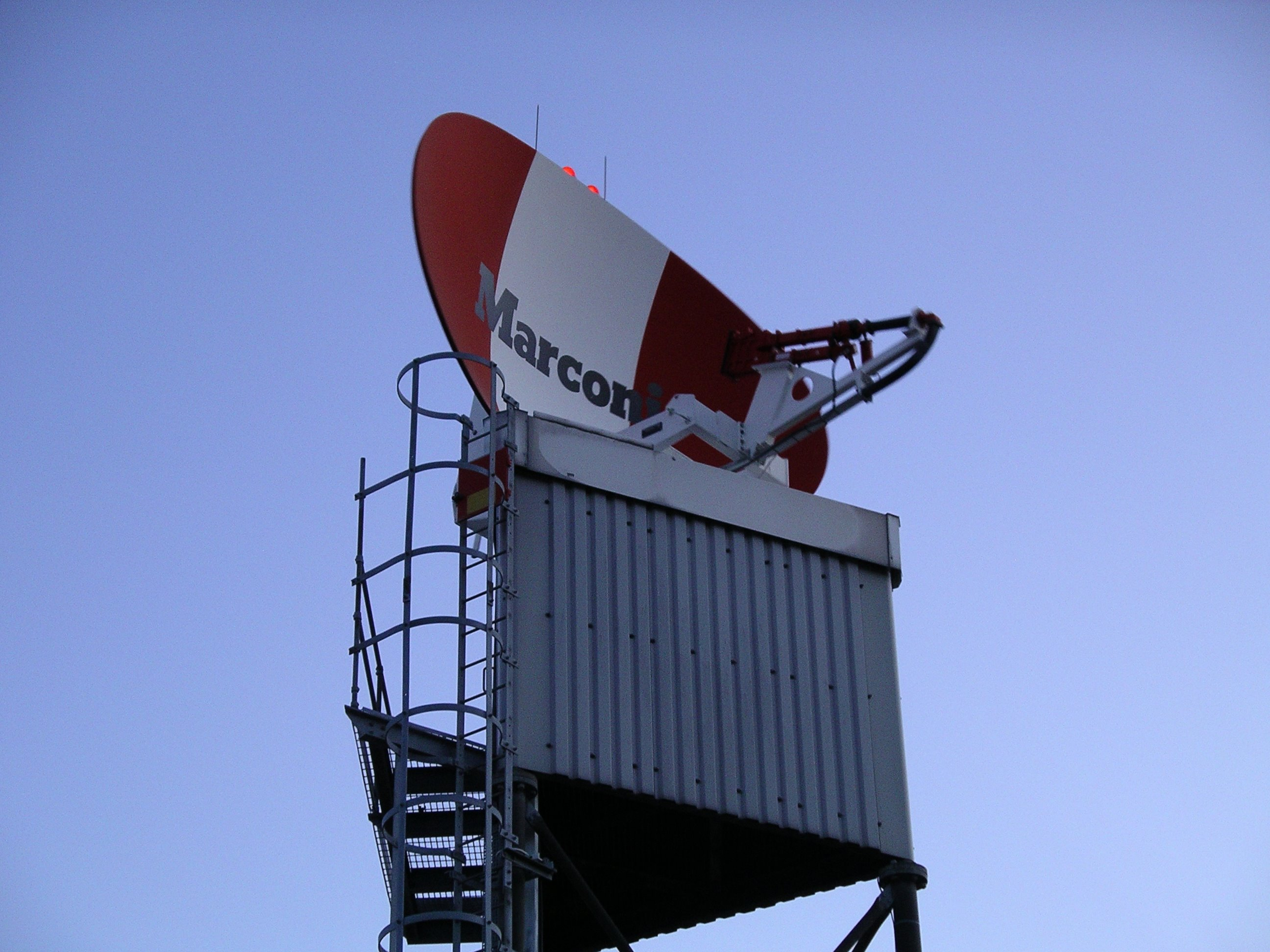

## شرکت‌های هواپیمایی و مقصدهای پروازی

### باری
| شرکت‌های هواپیمایی | مقصدهای پروازی                        |
| ----------------- | ------------------------------------- |
| West Atlantic     | Aircraft maintenance and parking only |